# Radio Malabar

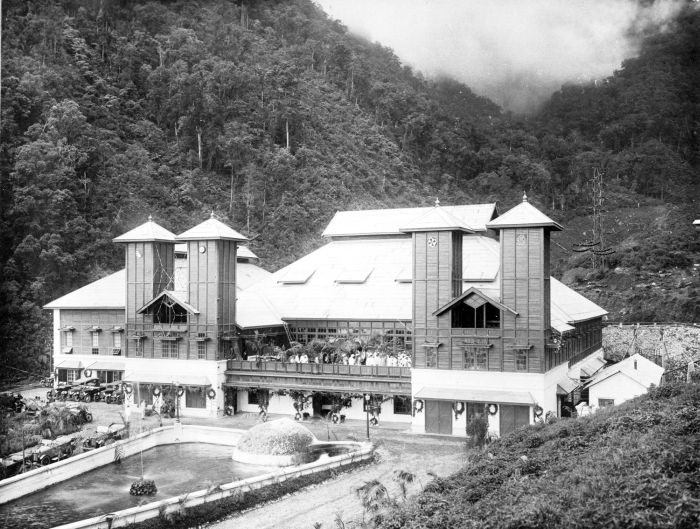
Het gebouw van het Gouvernements Zendstation Malabar

Radio Malabar (internationale oproepcode: PKX) was het zendstation van Radio Bandoeng, officieel Gouvernements Zendstation Malabar geheten, was een zendstation en in Nederlands-Indië. Het had een rechtstreekse etherverbinding met het in Nederland gelegen Radio Kootwijk en was bedoeld voor het berichtenverkeer tussen Nederland en Nederlands-Indië. Het zendstation lag ten zuiden van Bandoeng, in de bergen op de Bandoengse Hoogvlakte. Het ontvangststation lag ten zuidoosten van Bandoeng. Het station was in bedrijf van 1923 tot 1942.

## Geschiedenis
Reeds voor de Eerste Wereldoorlog werd gebruik gemaakt van het verzenden van telegrafiesignalen voor communicatie met Nederlands-Indië via telegrafiekabels die op de zeebodem lagen. De toenmalige bewindslieden achtten dit een te kwetsbare verbinding, temeer omdat de kabels in handen waren van niet alleen Nederland, maar ook van Duitsland en Groot-Brittannië, en men dus afhankelijk was van de welwillendheid van die landen. Met het oog op de spanningen tussen diverse landen werd overwogen om het berichtenverkeer via de ether te laten plaatsvinden. Besloten werd tot het bouwen van ontvangst- en zendstations Radio Kootwijk in Nederland en Radio Malabar in Nederlands-Indië. Het zendstation werd later een onderdeel van Radio Bandoeng.

### Locatie
De locatie van Radio Malabar werd gekozen zodat de zender dicht bij het administratief en politiek centrum, en de beoogde nieuwe hoofdstad van Nederlands-Indië, Bandoeng, zou komen te liggen.

### Bouw
De bouw van Radio Malabar begon op 1917. Het station was ontworpen door Cornelius Johannes de Groot, hoofd Technische Telegraaf- en Telefoondienst in Indië, en was een langegolfzendstation. Het bevond zich op 1250 meter boven zeeniveau. Het hoofdgebouw bestond uit een grote generatorhal met de zendapparatuur, een koelwatervijver voor het gebouw, kantoor en personeelsruimten, en woningen rond het hoofdgebouw voor het inheemse personeel. De gebouwen waren aardbevingsbestendig gebouwd. De zender zelf werd, ten gevolge van het uitblijven van toegezegde apparatuur vanwege de talmende Nederlandse houding, op vindingrijke wijze met eigen middelen opgebouwd uit bijeen vergaarde hoofdonderdelen: waterkrachtturbines uit een verlaten goudmijn, een dynamo van de Batavia Electrische Tram Maatschappij en een motor van een neergestort vliegtuig.

### Zender
Voor het verzenden van berichten werd gebruik gemaakt van booglampzenders van in totaal 2,4 MW, van in die tijd de krachtigste langegolfzender ter wereld, en van op tussen 246 tot 715 meter hoogte ten opzichte van het zendstation in de Malabarbergkloof tussen twee bergen gespannen kabels met een maximale lengte van twee kilometer, die een antenne vormden. Deze kloof was zodanig gekozen dat de antenne daardoor op Nederland gericht stond. Het was in die tijd de hoogste ‘zendmast’ ter wereld. De zender zond met de vlamboogzender uit op een golflengte van 16,2 km (frequentie 19,2 kHz). Met de latere machinezender was dit 17,6-18,8 km/17-16 kHz. Voorts was er een Telefunken-machinezender van 400 kW geïnstalleerd.

### Opening
Op 5 mei 1923 werd het station door de gouverneur-generaal van Nederlands-Indië Dirk Fock (1858-1941) officieel geopend door het verzenden van een telegram uit Indië naar Nederland aan koningin Wilhelmina. Doordat de boogzender het op dat moment liet afweten en door menselijke fouten werd dit telegram, dat daarna per kabel werd overgeseind, echter pas op 7 mei ontvangen. De Groot kreeg grote kritiek te verduren in de grote dagbladen in Indië en ook van Indische radioamateurs die hem ervan verdachten een luisterverbod te hebben gecreëerd, dat echter geheel niet bestond. Veel was te wijten aan gebrek aan bedrijfsvoering door het gebrek aan kennis hierover, wat in de radiopionierstijd veelvuldig voorkwam.
In eerste instantie bestond hierna de communicatie uit het zenden en ontvangen van telegrafiesignalen tot 1927. Het eerste jaar vonden er 3.413 verbindingen plaats.

### Korte golf
Het station zond aanvankelijk uit op de langegolfband. Toen de voordelen van het gebruik van de korte golf bekend werden, werd de zender na het overlijden van De Groot in 1927 in datzelfde jaar onder leiding van Klaas Dijkstra in gebruik genomen voor deze band. Dit was een stabielere verbinding dan voorheen. De Groot had reeds de zender ontworpen en gebouwd voor een zendfrequentie van 15,9 m/18,85 MHz – 16,8 m/17,85 MHz, waarna deze in gebruik kon worden genomen. Voor de ontvangst van de signalen van Radio Kootwijk werd aanvankelijk een ontvangststation in het nabij gelegen Tjangkring ingericht, maar door slechte ontvangst aldaar, werd het overgeplaatst naar Rantja Ekek (Rancaekek, ten zuidoosten van Bandoeng).

### Gesproken berichten
Eind 1928 werd de apparatuur geschikt gemaakt voor het commercieel verzenden en ontvangen van gesproken berichten via de radiotelefoondienst. Het eerste gesproken bericht werd vanuit Radio Kootwijk verzonden op 7 januari 1929 en bevatte een korte toespraak van koningin-moeder Emma vanuit het post- en telegraafkantoor in Den Haag. Zij sprak ter gelegenheid van de opening van deze radioverbinding de historische woorden "Hallo Bandoeng, hoort u mij?". De ontvangst was duidelijk te verstaan, maar de volgende redevoeringen vielen gedeeltelijk weg of waren slecht te verstaan, hetgeen te wijten bleek aan instabiliteit van de zenderfrequentie van Radio Kootwijk, waardoor continu aan de ontvangstkant de zender moest worden opgezocht
Aan het gebeuren werd betrekkelijk weinig aandacht in de kranten besteed; er werd voortijdig al wel via veel kranten bekendheid gegeven aan het feit dat men de gesprekken kon reserveren, wat de tarieven waren en op welke tijden men kon telefoneren. 
Reeds eerder werd op 1 juni 1927 vanuit het Philips Radiolaboratorium vanuit Eindhoven via de korte golf, als proefuitzending met een toespraak door koningin Wilhelmina en prinses Juliana, een verbinding met Indië tot stand gebracht.

### Praktijk
Na het doorvoeren van diverse verbeteringen werd het mogelijk om vanuit verschillende rijkstelegraafkantoren in Nederland vanuit een zogenaamde 'Indië-cel' kort te telefoneren met meestal familieleden in Nederlands-Indië. De tarieven hiervoor lagen echter erg hoog: fl. 33,- voor drie minuten, en fl. 11,- voor elke volgende minuut. Dit was duurder dan het versturen van een telegram dat fl. 30,- kostte. Vanuit Indië moest men om naar Nederland te bellen ook gebruik maken van de speciale telefooncellen in een van de vier daartoe geschikt gemaakte Post- en Telegraafkantoren in de grote steden op Java en daarbij gold hetzelfde tarief.

### P & T
Het station viel evenals Radio Kootwijk onder het toenmalige staatsbedrijf der Posterijen en Telegrafie (P & T).

### Einde
Tijdens de Tweede Wereldoorlog werd het station in 1942 door de Japanse bezetter geconfisqueerd. Het station werd vlak voor de capitulatie als daad van verzet onklaar gemaakt door een lid van het KNIL door het verwijderen en vernielen van de zendbuizen, en de scherven ervan te begraven. Hij werd na de capitulatie door de bezetter gevangen gezet en gedwongen tot herstel van de zender. De zenders en ontvangers zijn tijdens de bezetting niet meer gebruikt.

De vernieling van het station daarna heeft verschillende lezingen:                                     
- Als daad van verzet werden op 11 maart 1942 door een zevental vrijwilligers van het KNIL in opdracht van kapitein Vermeulen boobytraps geplaatst, waarna het station werd opgeblazen. Bij deze actie kwamen drie van hen om het leven.[3] Alleen de koelwatervijver rest nog.[4]
- Op 24 maart 1946 vond aan de zuidelijke rand van Bandoeng het Bandung Lautan Api-incident plaats, waarbij ook het gehele complex werd vernietigd. De opdracht hiertoe werd door majoor Daan Yahya van het TNI gegeven aan vier manschappen, die dynamiet plaatsten en tot ontploffing brachten. Hierbij werd het gehele gebouw verwoest.[5]
- Eind 1947 werd het station in brand gestoken en geheel vernietigd door revolutionaire nationalisten.

Na een bezoek in 1947 door medewerkers van Klaas Dijkstra aan de restanten van het zendstation, werd besloten de nog bruikbare delen over te brengen naar Bandoeng.

### Heden
Behalve restanten van muren ligt de koelwatervijver er nog.

## Radio Bandoeng
Radio Malabar was een onderdeel van Radio Bandoeng, dat werd gevormd door het geheel van zenders en ontvangers rond en in Bandoeng. Dat bestond uit meer onderdelen, zoals Sterrenwacht Lembang, ontvangers Padelarang, gouvernement PTT-lab, antennetest Tjimindi, ontvangers Rantja Ekek, zenders Dajeuhkolot (Dayeuhkolot), ontvangers Tjangkring, zenders Tjilinlin, zenders Malabar, en radiolaboratorium Bandoeng.